# Отар Тактакішвілі
Отар Васи́льович Тактакішві́лі (груз. ოთარ ვასილის ძე თაქთაქიშვილი; 27 липня 1924, Тифліс — 21 лютого 1989, Москва) — грузинський радянський композитор, диригент і педагог; доцент з 1959 року, професор з 1966 року. Депутат Верховної ради Грузинської РСР 6—9-го скликань та Верховної Ради СРСР 4—5-го і 11-го скликань. Член Центрального комітету Комуністичної партії Грузії з 1963 року; член Комітету з Ленінських премій у галузі науки та мистецтва при Раді міністрів СРСР з 1963 року; член Президії Міжнародної музичної ради при ЮНЕСКО.

## Життєпис
Народився 27 липня 1924 року в місті Тифлісі (Грузія) в сім'ї абхазького дворянина Василя Чачибая та грузинської княжни Єлизавети Михайлівни Тактакішвілі. Рано залишився без батька, тому носив прізвище матері.
Початкову музичну освіту здобув у Тифліській музичній школі та училищі. У 1946 році вступив до комсомолу. У 1947 закінчив Тбіліську державну консерваторію імені Вано Сараджішвілі по класу композиції Сергія Бархударяна, в 1950 році — її аспірантуру. У роки навчання, протягом 1944—1946 років, також працював концертмейстером, диригентом хору Комітету з радіомовлення Грузинської РСР, головним коректором Музфонду Грузинської РСР.
З 1947 року — викладач хорової літератури та керівник хору, з 1952 року — викладач поліфонії та інструментування Тбіліської державної консерваторії. Одночасно в 1947—1952 роках — концертмейстер і диригент, у 1952—1956 роках — художній керівник Державної хорової капели Грузинської РСР. З 1952 року виступав як диригент з провідними симфонічними та хоровими колективами Радянського Союзу, виконуючи власні твори. Член ВКП(б) з 1951 року.
У 1956—1962 роках — секретар правління Спілки радянських композиторів Грузії. З 1957 року — секретар правління Спілки композиторів СРСР. З 1962 року — голова правління Спілки композиторів Грузії. У 1962—1965 роках — ректор Тбіліської державної консерваторії. З 9 лютого 1965 року до 14 січня 1984 року — міністр культури Грузинської РСР. У 1984—1989 роках — професор Тбіліської державної консерваторії.
Із 1964 по 1989 рік мешкав у Тбілісі в будинку на вулиці Ризькій, № 6. Помер 24 лютого 1989 року в Москві (за іншими джерелами — 21 або 22 лютого в Тбілісі). Похований у Дідубійському пантеоні Тбілісі.

## Творчість
У творчому доробку:
- 2 симфонії (1949, 1953);
- симфонічна поема «Мцирі» (1956);
- музика до вистав[9]:
  - «Цар Едіп» (1956, Театр імені Шота Руставелі) і «Антігона» (1965, Театр імені Івана Франка) Софокла;
  - «Зимова казка» (1958, Московський художній театр) і «Король Лір» (1966, Театр імені Шота Руставелі) Вільяма Шекспіра;
- опера «Міндія» за мотивами поезії Важи Пшавели (1961, Грузинський театр опери і балету імені Захарія Паліашвілі)[9];
- телеопера «Нагорода» (1963)[9];
- вокально-симфонічна поема «Скеля і струмок» (1962, слова Важи Пшавели)[11];
- ораторії «Живе вогнище» (1964, 2-га редакція 1970, слова Симона Чиковані), «Слідами Шота Руставелі» (1964, величальні піснеспіви), «Ніколоз Бараташвілі» (1970, слова Миколи Бараташвілі)[5];
- триптих опер «Три новели» («Два вироки», «Солдат» за оповіданнями Михайла Джавахішвілі, «Прапори вище» на вірші Галактіона Табідзе, постановка 1967 року, 2-а редакція 1972 року, під назвою «Три життя», 3-тю новелу «Чікорі» написано заново, Московський музичний театр імені Станіславського і Немировича-Данченка)[5];
- кантати «Захисникам Кавкасіоні» (1958, слова Симона Чиковані, Іраклія Абашидзе, народні), «Гурійські пісні» (1971, слова народні; для симфонічного оркестру і вокального ансамбл), «Любовні пісні» (1975, слова народні та Моріса Поцхішвілі)[6][5];
- сюїта «Мегрельські пісні» (1972, слова народні, обробка народних пісень)[5];
- опера «Викрадення місяця» (1977, за романом Костянтина Гамсахурдії; Большой театр)[5];
- хори, романси, музика до кінофільмів[6];
- концерти для інструментів з оркестром (у тому числі для фортепіано, 1951, 1974)[6].

У 1945 році, під час навчання на 3-му курсі консерваторії, брав участь у конкурсі Спілки композиторів Грузії створення Державного гімну Грузинської РСР і став його автором.

## Відзнаки
нагороджений орденами
- Трудового Червоного Прапора (1948)[10];
- двома Леніна (1966, 1984)[10];
- Жовтневої Революції (1971)[10];

почесні звання
- Народний артист Грузинської РСР (1961)[10];
- Народний артист СРСР (1974)[8];
- Почесний громадянин Тбілісі (1985)[12];

премії
- Сталінська премія ІІІ ступеня (1951; за 1-у симфонію, 1949)[10];
- Сталінська премія ІІ ступеня (1952; за концерт для фортепіано з оркестром, 1950)[10];
- Державна премія СРСР (1967; за ораторію «Слідами Руставелі»; текст Іраклія Абашидзе)[5];
- Ленінська премія (1982; за оперу «Викрадення місяця», 1977 та концерт для скрипки з оркестром)[10];
- Державна премія Грузинської РСР імені Шота Руставелі (1984)[10];
- Премія Альберта Швейцера (1986)[10].

## Вшанування
- У Тбілісі вулицю Ризьку, де мешкав композитор, перейменовано на вулицю Тактакішвілі[7].